# Serek homogenizowany

Serek homogenizowany Danio firmy Danone

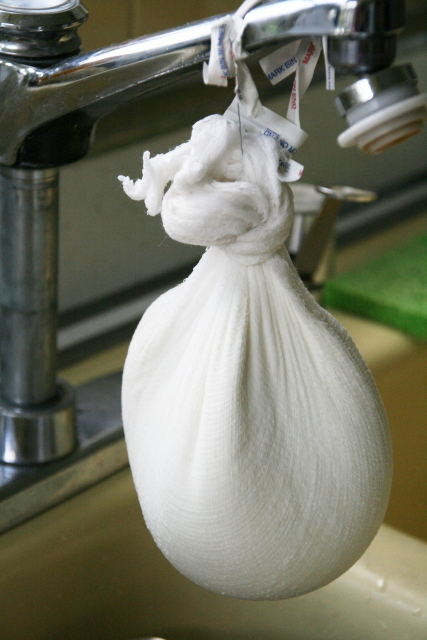
Skrzep kwasowy – podstawowy półprodukt w produkcji serków homogenizowanych

Serek homogenizowany – produkt mleczarski wytwarzany z twarogu, zazwyczaj uszlachetniony śmietanką, zaliczany do niedojrzewających serów twarogowo-kwasowych.
Twaróg uzyskuje się z mleka odtłuszczonego, które poddaje się koagulacji kwasowo-podpuszczkowej. Uzyskany kwasowy skrzep twarogowy, powstały w wyniku wydzielania się kazeiny, jest odwadniany metodą wirówkową. Następnie mieszanina twarogu ze śmietanką zostaje poddana procesowi homogenizacji w homogenizatorach, co nadaje produktowi końcowemu jednolitą, gładką konsystencję. Dodatek śmietanki zapewnia żądaną zawartość tłuszczu.
W sprzedaży serki homogenizowane występują zasadniczo w dwóch wariantach: jako naturalny (bez dodatków) i smakowy, najczęściej z wsadem owocowym lub innym, np. czekoladowym czy waniliowym. Współcześnie produkowane serki homogenizowane często zawierają zagęszczacze w postaci skrobi modyfikowanej, pektyny, gumy guar, gumy ksantanowej, mączki chleba świętojańskiego (guma karobowa), alginianu sodu a nawet żelatyny.
Zgodnie z decyzją Trybunału Sprawiedliwości Unii Europejskiej z 2017 roku określenie „serek”  zarezerwowane jest wyłącznie dla przetworów mleka zwierzęcego, podobnie jest w wypadku pojęć: ser, śmietana, śmietanka, chantilly, masło i jogurt.
Produkty obecne na rynku, ze względu na podjęte działania marketingowe, wykazują wyraźny podział na grupy docelowe. Produkowane są serki z myślą o dziecięcych, młodzieżowych i dorosłych konsumentach. Serek homogenizowany może zarówno stanowić samodzielną przekąskę, jak i być składnikiem innych potraw, np. sernika.
W Polsce serki homogenizowane są produkowane na dużą, przemysłową skalę przez co najmniej 15 zakładów mleczarskich, m.in. Mlekpol, Okręgową Spółdzielnię Mleczarską Krasnystaw oraz koncern Danone.

## Wartość odżywcza
Wartość odżywcza w 100g typowego naturalnego serka homogenizowanego wygląda następująco: 111 kcal, 8 g białka, 7 g tłuszczu, 4 g węglowodanów (w tym 4 g cukrów), 0,10 g soli. Serek homogenizowany zawiera również fosfor, magnez, cynk, miedź, mangan oraz kobalt, jak i witaminy: A, B1, B2, D, E i K.